# Disc-Overy
Disc-Overy ist das Debütalbum des britischen Grime-Rappers Tinie Tempah. Es erschien am 1. Oktober 2010 bei Parlophone, wurde aber in verschiedenen Aufführungen mit Liveversionen, Remixen und einem neuen Song zusammen mit Wiz Khalifa wiederveröffentlicht.

## Geschichte
Als erste Single wurde Pass Out veröffentlicht, für die Tinie Tempah später auch viele Preise erhielt und die in Großbritannien Platin erreichte.
Die zweite Auskopplung Frisky zusammen mit Labrinth stieg im Vereinigten Königreich auf Platz 2.
Mit der dritten Veröffentlichung Written in the Stars gelang ihm der Durchbruch in den USA, wo die Single mit Platin ausgezeichnet wurde. In England landete er damit seinen zweiten Nummer-eins-Hit. Das Lied wurde der Titelsong zu Wrestlemania 27.
Weitere weltweite Singles wurden noch Miami 2 Ibiza mit Swedish House Mafia, Invincible mit Kelly Rowland, das die bisher höchste Platzierung in Deutschland erreichte, und später Till I’m Gone zusammen mit Wiz Khalifa. Dieser Song befand sich jedoch nicht auf der Erstveröffentlichung des Albums.
In Großbritannien stand das Album auf Platz 30 der Jahrescharts 2010 und befindet sich nun seit über einem Jahr in den Top 100.

## Kritik
Disc-Overy erhielt von der Seite Metacritic eine Bewertung von 72 %.
Computer Bild bezeichnete Disc-Overy als übervorsichtiges Sicherheitsalbum und vergab nur die Bewertung akzeptabel.
Die Seite cd-bewertungen.de zeichnete es als starkes erstes Album aus und vergab  Sterne.
Laut.de vergab  und schreibt: "Als Musikkonsument mit etwas höheren Ansprüchen wird man jedoch vor allem Ecken und Kanten vermissen und dem vergeudeten Potential nachtrauern."
Allmusic vergab  und lobte es als gelungenes Grime-Album:"Disc-Overy is the sound of an artist completely on top of their game, which could finally help the distinctly British grime scene go worldwide."

## Titelliste
1. Intro – 2:20
2. Simply Unstoppable – 3:33
3. Pass Out – 4:28
4. Illusion – 3:16
5. Just a little (feat. Rang) – 3:02
6. Snap – 3:05
7. Written in the Stars (feat. Eric Turner) – 3:39
8. Frisky (feat. Labrinth) – 4:55
9. Miami 2 Ibiza (vs. Swedish House Mafia) – 3:25
10. Obsession – 3:42
11. Invincible (feat. Kelly Rowland) – 3:21
12. Wonderman (feat. Ellie Goulding) – 3:39
13. Let Go (feat. Emeli Sandé) – 4:16

## Kommerzieller Erfolg

### Chartplatzierungen

#### Album
| ChartsChartplatzierungen       | Höchstplatzierung | Wochen |
| ------------------------------ | ----------------- | ------ |
| Schweiz (IFPI)                 | 73 (6 Wo.)        | 6      |
| Vereinigte Staaten (Billboard) | 21 (4 Wo.)        | 4      |
| Vereinigtes Königreich (OCC)   | 1 (84 Wo.)        | 84     |

| ChartsJahrescharts (2010)    | Platzierung |
| ---------------------------- | ----------- |
| Vereinigtes Königreich (OCC) | 29          |

#### Singles
| Jahr | Titel                | Höchstplatzierung, Gesamtwochen, AuszeichnungChartplatzierungen (Jahr, Titel, , Platzierungen, Wochen, Auszeichnungen, Anmerkungen) | Höchstplatzierung, Gesamtwochen, AuszeichnungChartplatzierungen (Jahr, Titel, , Platzierungen, Wochen, Auszeichnungen, Anmerkungen) | Höchstplatzierung, Gesamtwochen, AuszeichnungChartplatzierungen (Jahr, Titel, , Platzierungen, Wochen, Auszeichnungen, Anmerkungen) | Höchstplatzierung, Gesamtwochen, AuszeichnungChartplatzierungen (Jahr, Titel, , Platzierungen, Wochen, Auszeichnungen, Anmerkungen) | Höchstplatzierung, Gesamtwochen, AuszeichnungChartplatzierungen (Jahr, Titel, , Platzierungen, Wochen, Auszeichnungen, Anmerkungen) | Anmerkungen                                                   |
| Jahr | Titel                | DE | AT | CH | UK | US | Anmerkungen                                                   |
| ---- | -------------------- | --- | --- | --- | --- | --- | ------------------------------------------------------------- |
| 2010 | Pass Out             | — | — | — | UK1 ×3Dreifachplatin · (65 Wo.)UK                                                                                                   | — | Erstveröffentlichung: 28. Februar 2010                        |
| 2010 | Frisky               | — | — | — | UK2 Platin · (24 Wo.)UK | — | Erstveröffentlichung: 7. Juni 2010 feat. Labrinth             |
| 2010 | Written in the Stars | DE83 (4 Wo.)DE | AT75 (1 Wo.)AT | CH47 (24 Wo.)CH | UK1 ×2Doppelplatin · (36 Wo.)UK | US12 Platin · (20 Wo.)US | Erstveröffentlichung: 19. September 2010 feat. Eric Turner    |
| 2010 | Miami 2 Ibiza        | DE46 (9 Wo.)DE | AT36 (11 Wo.)AT | CH19 (20 Wo.)CH | UK4 ×2Doppelplatin · (27 Wo.)UK | — | Erstveröffentlichung: 8. Oktober 2010 vs. Swedish House Mafia |
| 2010 | Invincible           | DE39 (10 Wo.)DE | AT62 (4 Wo.)AT | CH33 (9 Wo.)CH | UK11 Silber · (14 Wo.)UK | — | Erstveröffentlichung: 26. Dezember 2010 feat. Kelly Rowland   |
| 2010 | Wonderman            | — | — | — | UK12 Gold · (21 Wo.)UK | — | Erstveröffentlichung: 7. März 2011 feat. Ellie Goulding       |
| 2011 | Simply Unstoppable   | — | — | — | UK33 (3 Wo.)UK | — | Promoveröffentlichung: 20. April 2011                         |
| 2011 | Till I’m Gone        | — | — | CH69 (1 Wo.)CH | UK24 Silber · (14 Wo.)UK | US90 (4 Wo.)US | Erstveröffentlichung: 14. Mai 2011 feat. Wiz Khalifa          |

### Auszeichnungen für Musikverkäufe
| Land/Region                  | Auszeichnungen für Musikverkäufe (Land/Region, Auszeichnung, Verkäufe) | Verkäufe |
| ---------------------------- | ---------------------------------------------------------------------- | -------- |
| Neuseeland (RMNZ)            | Gold                                                                   | 7.500    |
| Vereinigtes Königreich (BPI) | 3× Platin                                                              | 900.000  |
| Insgesamt                    | 1× Gold · 3× Platin ·                                                  | 907.500  |